# Strada statale 672 Sassari-Tempio
La strada statale 672 Sassari-Tempio (SS 672) è un'importante strada statale italiana di rilevanza interprovinciale. A dispetto del nome, non collega direttamente le località di Sassari e Tempio Pausania, ma permette di evitare il tratto Sassari-Bortigiadas della strada statale 127 Settentrionale Sarda, che è particolarmente curvilineo e disagevole, in modo tale da rendere più veloce e pratica la comunicazione fra i due centri.

## Storia
L'arteria è stata classificata col decreto del Ministro dei lavori pubblici n. 1583 del 30 dicembre 1992 coi seguenti capisaldi di itinerario: "Innesto con la s.s. n.  597  presso
Ploaghe - Innesto con la s.s. n. 127 presso S. Rocco".
Il 12 novembre 2008 è stato aperto al traffico un nuovo tratto in proseguimento al preesistente dalla località San Rocco, nel comune di Perfugas, a Bortigiadas, provvisoriamente denominato nuova strada ANAS 325 Scala Ruia-Tempio (NSA 325).
Solo nel 2016 tale tratto è stato formalmente inserito nell'itinerario della SS 672 modificandone i capisaldi come segue: "Innesto con la S.S. n. 597 presso Ploaghe - Innesto con la S.S. n. 127 presso Bortigiadas".

## Percorso

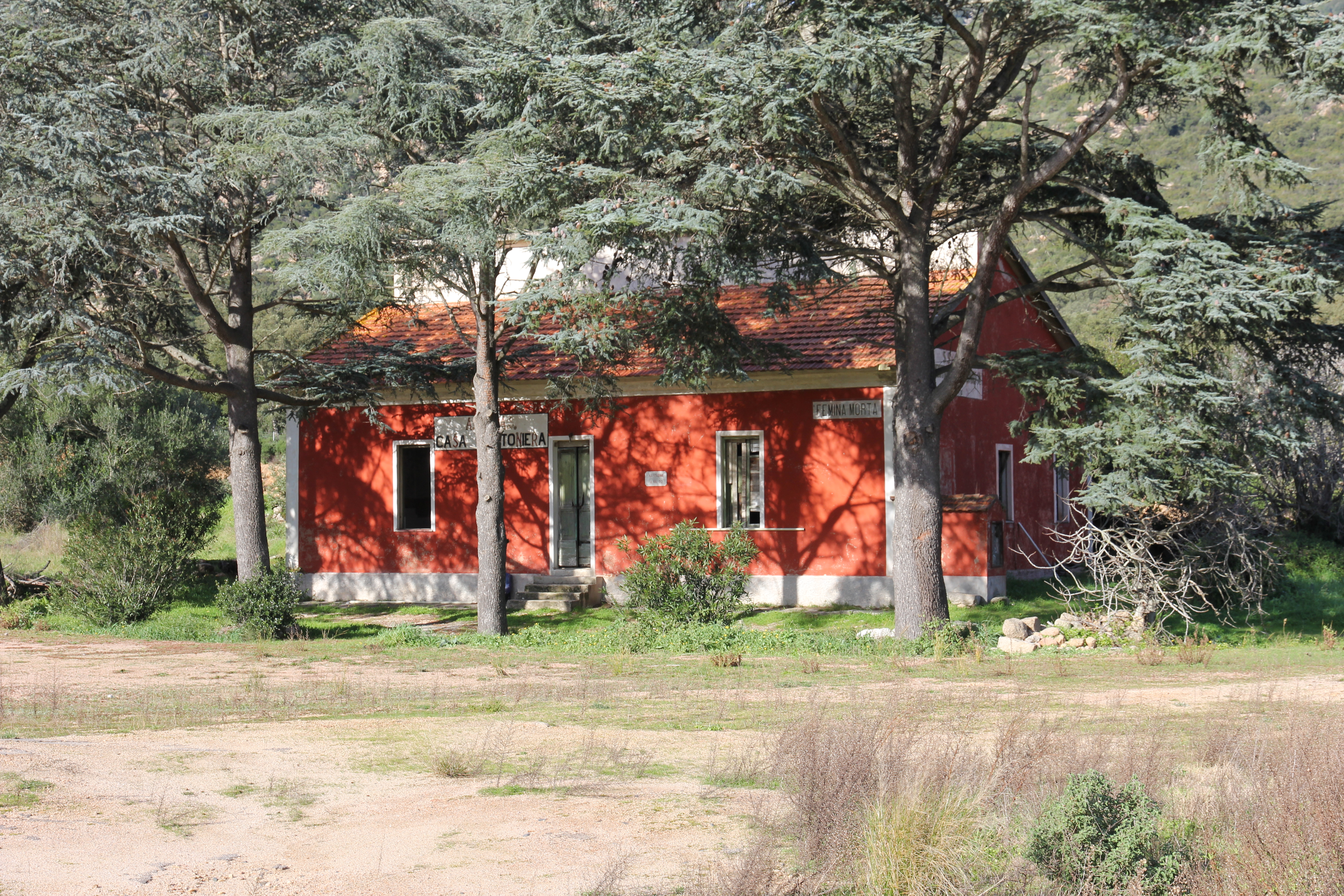
Casa cantoniera sullo svincolo per la 672

Inizia a Ploaghe (svincolo di  San Michele in prossimità della chiesa romanica di San Michele di Salvennero), dalla strada statale 597 di Logudoro, e si dirige verso nord su un tracciato molto agevole con caratteristiche di strada a scorrimento veloce a 2 corsie e carreggiata unica senza intersezioni a raso realizzato tra il 1970 e la fine degli anni '70 con il finanziamento della Cassa per il Mezzogiorno; attraversati i territori comunali di Chiaramonti (nei pressi del quale interseca la strada statale 132 di Ozieri) e Perfugas, la strada prosegue ancora per qualche km in direzione nord-est e giunge infine nel territorio comunale di Bortigiadas dove si immette sulla strada statale 127 Settentrionale Sarda.
| Sassari-Tempio |                                         |      |           |
| Tipo           | Indicazione                             | km   | Provincia |
|                | di Logudoro                             | 0,0  | SS        |
|                | Ploaghe - Nulvi                         | 7,4  | SS        |
|                | di Ozieri Chiaramonti - Martis - Ozieri | 13,2 | SS        |
|                | Chiaramonti - Erula- Martis             | 15,7 | SS        |
|                | Su Bullone - Necropoli di Su Murrone    | 19,6 | SS        |
|                | Laerru                                  | 22,2 | SS        |
|                | Settentrionale Sarda Perfugas - Erula   | 27,5 | SS        |
|                | Sa Contra                               | 33,3 | SS        |
|                | Settentrionale Sarda                    | 38,3 | SS        |
|                |                                         | 40,6 | SS        |